# 齊藤信介
齊藤 信介（さいとう しんすけ、1982年2月12日 - ）は、香川県高松市出身の元プロ野球選手（投手）。

## 経歴

### プロ入り前
高松一高時代は、2年秋の県大会ベスト4が最高。龍谷大学時代は、関西六大学リーグ通算21試合に登板し、10勝5敗、防御率1.77、147奪三振。2003年の秋季リーグ戦では6勝を挙げて最優秀投手に選ばれた。明治神宮大会に出場し初戦から先発し14奪三振、2回戦も柳瀬明宏へリレーするが青学大に惜敗。1学年上の投手に杉山直久、植大輔がいた。
大学卒業後は、社会人野球のNTT西日本に入団。オーバースロー・スリークォーター・サイドスローとフォームに試行錯誤を繰り返していたが、MAX149km/hのストレートとスライダー・フォークを操り、セットアッパーとして臨んだ2005年の第32回社会人野球日本選手権大会では、計8イニング無失点の活躍で決勝進出に導いた。同年の大学生・社会人ドラフト会議で中日ドラゴンズが6巡目指名で交渉権を獲得し、契約金4000万円、年俸1200万円（金額は推定）で入団した。なおNTT西日本のチームメートである藤井淳志は、同年の大学生・社会人ドラフトで中日から3巡目で指名されている。

### プロ入り後
ルーキーイヤーの2006年はシーズン最終戦の10月16日に初登板。
2008年5月28日の対オリックス戦で1年7ヶ月ぶりに一軍出場を果たし、9月10日の対巨人戦でプロ初勝利を挙げた。クライマックスシリーズには2試合登板。
2009年に初の開幕一軍入りを果たし、4月22日の対阪神戦で初ホールドを記録した。
2010年は1度も一軍登板はなく、12月2日に自由契約公示され、育成選手として引き続き中日と契約した。
2011年11月25日に再び支配下選手登録されることが発表されたが、2012年も1度も一軍登板はなく、11月30日に自由契約公示され、その後現役を引退した。

### 引退後
引退後は中日の球団職員に転身した。その後、2015年3月付で球団職員を退職し、4月からプルデンシャル生命保険のライフプランナーとして勤務していることが、東海ラジオのアナウンサー大澤広樹のブログの中で紹介されている。

## 詳細情報

### 年度別投手成績
| 年 度     | 球 団     | 登 板 | 先 発 | 完 投 | 完 封 | 無 四 球 | 勝 利 | 敗 戦 | セ 丨 ブ | ホ 丨 ル ド | 勝 率 | 打 者 | 投 球 回 | 被 安 打 | 被 本 塁 打 | 与 四 球 | 敬 遠 | 与 死 球 | 奪 三 振 | 暴 投 | ボ 丨 ク | 失 点 | 自 責 点 | 防 御 率 | W H I P |
| --------- | --------- | ----- | ----- | ----- | ----- | -------- | ----- | ----- | -------- | ----------- | ----- | ----- | -------- | -------- | ----------- | -------- | ----- | -------- | -------- | ----- | -------- | ----- | -------- | -------- | ------- |
| 2006      | 中日      | 1     | 0     | 0     | 0     | 0        | 0     | 0     | 0        | 0           | ----  | 5     | 1.0      | 2        | 0           | 0        | 0     | 0        | 0        | 0     | 0        | 0     | 0        | 0.00     | 2.00    |
| 2008      | 中日      | 17    | 0     | 0     | 0     | 0        | 1     | 1     | 0        | 0           | .500  | 61    | 15.0     | 10       | 2           | 6        | 0     | 0        | 10       | 0     | 0        | 5     | 5        | 3.00     | 1.07    |
| 2009      | 中日      | 18    | 0     | 0     | 0     | 0        | 2     | 1     | 0        | 3           | .667  | 55    | 12.0     | 10       | 2           | 9        | 0     | 1        | 13       | 1     | 0        | 6     | 4        | 3.00     | 1.58    |
| 通算：3年 | 通算：3年 | 36    | 0     | 0     | 0     | 0        | 3     | 2     | 0        | 3           | .600  | 121   | 28.0     | 22       | 4           | 15       | 0     | 1        | 23       | 1     | 0        | 11    | 9        | 2.89     | 1.32    |

### 年度別守備成績
| 年 度 | 球 団 | 投手  | 投手  | 投手  | 投手  | 投手  | 投手     |
| 年 度 | 球 団 | 試 合 | 刺 殺 | 補 殺 | 失 策 | 併 殺 | 守 備 率 |
| ----- | ----- | ----- | ----- | ----- | ----- | ----- | -------- |
| 2006  | 中日  | 1     | 1     | 0     | 0     | 0     | 1.000    |
| 2008  | 中日  | 17    | 1     | 2     | 0     | 0     | 1.000    |
| 2009  | 中日  | 18    | 1     | 0     | 1     | 0     | .500     |
| 通算  | 通算  | 36    | 3     | 2     | 1     | 0     | .833     |

### 記録
- 初登板：2006年10月16日、対広島東洋カープ22回戦（広島市民球場）、7回裏に3番手で救援登板、1回無失点
- 初奪三振：2008年5月28日、対オリックス・バファローズ1回戦（ナゴヤドーム）、7回表に大引啓次から空振り三振
- 初勝利：2008年9月10日、対読売ジャイアンツ20回戦（ナゴヤドーム）、6回表に2番手で救援登板、1回無失点
- 初ホールド：2009年4月22日、対阪神タイガース4回戦（ナゴヤドーム）、8回表2死に3番手で救援登板、2/3回無失点

### 背番号
- 38 （2006年 - 2010年）
- 203 （2011年）
- 48 （2012年）